# Доктор Стрејнџ у мултиверзуму лудила
Доктор Стрејнџ у мултиверзуму лудила (енгл. Doctor Strange in the Multiverse of Madness) амерички је суперхеројски филм из 2022. године у режији Сема Рејмија. Наставак је филма Доктор Стрејнџ и 28. је филм у Марвеловом филмском универзуму, као и први хорор филм у њему. Сценарио потписује Мајкл Волдрон на основу стрипа Доктор Стрејнџ аутора Стена Лија и Стива Дитка, док је продуцент филма Кевин Фајги. Главне улоге тумаче Бенедикт Камбербач као Доктор Стрејнџ и Елизабет Олсен као Гримизна Вештица, док су у осталим улогама Чуетел Еџиофор, Бенедикт Вонг, Ксочитл Гомез, Мајкл Сталбарг и Рејчел Макадамс. У филму, Стрејнџ и његови савезници путују у мултиверзум да би се суочили са мистериозним новим противником.
Редитељ и косценариста првог филма, Скот Дериксон, планирао је наставак од октобра 2016. године. Потписао је да се врати као режисер у децембру 2018, када је потврђено да ће се и Камбербеч вратити. Наслов филма је објављен у јулу 2019. заједно са учешћем Олсенове, док је Џејд Хали Бартлет ангажована да напише сценарио тог октобра. Дериксон је напустио место режисера у јануару 2020, наводећи креативне разлике, а Волдрон и Рејми су се придружили следећег месеца и почели испочетка. Снимање је почело у новембру 2020. у Лондону, али је одложено у јануару 2021. због пандемије ковида 19. Продукција је настављена до марта 2021. и завршена средином априла у Самерсету. Филм је такође сниман у Сарију и Лос Анђелесу.
Филм је премијерно приказан 2. маја 2022. у Холивуду, док је у америчке биоскопе пуштен 6. маја исте године. Добио је позитивне критике критичара, који су похвалили режију, кинематографију, визуелне ефекте, музику, акционе сцене, емоционалну тежину и глуму, али су критиковали сценарио и филмски темпо.

## Радња
Америка Чавез и алтернативна верзија Стивена Стрејнџа беже од демона кроз простор између универзума тражећи Књигу Вишантија, која би им помогла у борби против зла. Демон убије Стрејнџа, а Америка отвори портал који их све троје пребаци на Земљу-616. где Стивен Стрејнџ напушта свадбу своје бивше веренице, Кристин Палмер, и уз помоћ Врховног врача, Вонга порази демона и спасе Америку. Америка објасни двојици чаробњака да ју је демон јурио јер има способност кретања кроз мултиверзум.
Препознајући знаке вештичје магије на демону и лешу другог Стрејнџа, Стивен Стрејнџ одлази до Ванде Максимов ради консултација. Ванда се излеће и открива да она стоји иза напада на Америку чије моћи жели за себе како би поново била са својом децом, Томијем и Билијем, у неком другом универзуму. Након читања Даркхолда, Ванда је своје моћи подигла на неслућене висине и сада себе назива Гримизном Вештицом. Након што Стрејнџ одбије да преда Америку Ванди на милост, она напада Камар-Таџ и масакрира учитеље мистичних вештина. Америка отвара портал који њу и Стрејнџа баца на Земљу-838. Ванда користи враџбину из Даркхолда која јој омогући да „сновоходи” између светова и заузме тело своје верзије са Земље-838, која живи породичним животом са двојицом синова.
Америка и Стрејнџ траже помоћ на Земљи-838, али их Карл Мордо на превару заробљава и изводи пред суд Илумината, друштва највећих хероја на Земљи-838 чији су чланови Капетан Картер, краљ Блекагар Болтагон, капетан Марија Рамбо, Рид Ричардс из Фантастичне четворке и професор Чарлс Ксавијер, вођа Икс-људи. Пре него што Илуминати успеју да донесу суд о Стрејнџовим акцијама, Ванда долази и порази их у борби. Стрејнџ и Америка беже уз помоћ научнице у тиму Илумината, Кристин Палмер са Земље-838.
Бег до Књиге Вишантија бива неуспешан јер их Ванда налази и уз Америкину моћ шаље Стрејнџа и Палмерову у разрушени универзум где је једини преживели алтернативна верзија Стрејнџа. На Земљи-616, Ванда спрема чини којима ће одузети моћи Америци, а до којих је дошла уз присилу Вонга након што јој је једна од учитељица мистичних вештина уништила Даркхолд. Стрејнџ и Палмер успевају да поразе алтернативну верзију Стрејнџа. Стивен Стрејнџ одлучи да искористи Даркхолд своје алтернативне верзије како би сновоходио у тело своје мртве верзије, сахрањено на Земљи-616. У борби са Вандом, Америка схвата да је не може поразити и зато јој даје оно за чим жуди пребацивши их на Земљу-838 где је Били и Томи називају чудовиштем. У страху, они беже од Ванде и штите своју праву мајку, Ванду са Земље-838.
Спознаја о тежини учињених дела сломи Ванду и она одлучује да уништи све верзије Даркхолда кроз мултиверзум наизглед жртвујући себе у процесу. Пре него што Америка врати Кристин на Земљу-838, Стрејнџ јој признаје љубав, љубав према свим Кристинама у свим универзумима. Америка Чавез почиње учење мистичних вештина у Камар-Таџу, а Стрејнџ добија „треће око” као резултат коришћења Даркхолда. У завршним сценама чаробница позива Стрејнџа у борбу након што су његове акције довеле два света у опасност.

## Улоге
| Глумац             | Улога                              |
| ------------------ | ---------------------------------- |
| Бенедикт Камбербач | Стивен Стрејнџ / Доктор Стрејнџ    |
| Елизабет Олсен     | Ванда Максимов / Гримизна Вештица  |
| Чуетел Еџиофор     | Карл Мордо                         |
| Бенедикт Вонг      | Вонг                               |
| Ксочитл Гомез      | Америка Чавез                      |
| Мајкл Сталбарг     | Никодемус Вест                     |
| Рејчел Макадамс    | Кристин Палмер                     |
| Патрик Стјуарт     | Чарлс Ксавијер / Професор Икс      |
| Хејли Атвел        | Пеги Картер / Капетан Картер       |
| Лашана Линч        | Марија Рамбо / Капетан Марвел      |
| Ансон Маунт        | Блекагар Болтагон / Црна Муња      |
| Џон Красински      | Рид Ричардс / Господин Фантастични |